# Thời gian biểu các thuyết vũ trụ học
Thời gian biểu các thuyết vũ trụ học và các khám phá là một biên niên sử về sự phát triển hiểu biết của nhân loại về vũ trụ trong hơn hai thiên niên kỷ cuối cùng. Ý tưởng vũ trụ học hiện đại tiếp nối sự phát triển của các ngành khoa học về vũ trụ học vật lý.

## Thời gian biểu
| Thời kỳ       | Nội dung |
| ------------- | --- |
| Trước 1900    | |
| Cỡ Tk.16 TCN  | Vũ trụ học Lưỡng Hà cho rằng Trái Đất là phẳng và tròn bao quanh bởi một đại dương vũ trụ . |
| Cỡ Tk.12 TCN  | Rigveda có một số bài thánh ca vũ trụ, đặc biệt là vào cuối cuốn sách 10, đáng chú ý là Nasadiya Sukta trong đó mô tả nguồn gốc của vũ trụ, có nguồn gốc từ thuyết nhất nguyên Hiranyagarbha hay "trứng vàng". |
| Tk.6 TCN      | Bản đồ thế giới Babylon cho thấy Trái Đất được bao quanh bởi đại dương vũ trụ, với bảy hòn đảo được sắp xếp xung quanh nó để tạo thành một ngôi sao bảy cánh. "Vũ trụ học Kinh Thánh" đương đại phản ánh quan điểm tương tự về Trái Đất phẳng, tròn nổi trên mặt nước và che bởi vòm vững chắc của bầu trời được gắn chặt các ngôi sao. |
| Tk.4 TCN      | - Aristotle đề xuất một vũ trụ có Trái Đất làm trung tâm trong đó Trái Đất là cố định và vũ trụ (cosmos or universe) là hữu hạn trong phạm vi nhưng vô hạn trong thời gian. - De Mundo (On the Universe) - Năm yếu tố, nằm ở phạm vi trong năm khu vực, ít là trong mỗi trường hợp được bao quanh bởi hơn - cụ thể là, Trái Đất được bao quanh bởi nước, nước trong không khí, không khí của lửa, và lửa bằng ether - tạo nên toàn bộ vũ trụ. (xem Ngũ hành) |
| Tk.3 TCN      | - Aristarchus xứ Samos đề xuất một vũ trụ có Mặt trời làm trung tâm - Archimedes trong bài luận của mình "Người đếm cát" (The Sand Reckoner), ước tính đường kính của vũ trụ là tương đương trong sân vận động của những gì chúng ta gọi là hai năm ánh sáng |
| Tk.2 TCN      | - Seleukos xứ Seleucia làm rõ về vũ trụ nhật tâm của Aristarchus', sử dụng hiện tượng thủy triều để giải thích hệ nhật tâm - Ptolemy đề xuất một vũ trụ Trái Đất làm trung tâm, với mặt trời, mặt trăng và các hành tinh nhìn thấy là xoay quanh Trái Đất |
| Tk.5 - Tk.11  | Một số nhà thiên văn học đề xuất một vũ trụ nhật tâm, bao gồm Aryabhata, Albumasar , và Al-Sijzi |
| Tk.6          | John Philoponus đề xuất một vũ trụ là hữu hạn trong thời gian và lập luận chống lại quan niệm của Hy Lạp cổ đại về vũ trụ vô hạn |
| Tk.8          | Vũ trụ học Hindu Puranic, trong đó vũ trụ đi qua các chu kỳ lặp đi lặp lại của sáng tạo, hủy diệt và tái sinh, với mỗi chu kỳ kéo dài 4,32 tỷ năm. |
| Tk.9 - Tk.12  | Al-Kindi (Alkindus), Saadia Gaon (Saadia ben Joseph) và Al-Ghazali (Algazel) hỗ trợ một vũ trụ có một quá khứ hữu hạn và phát triển hai lập luận logic chống lại quan niệm về một quá khứ vô hạn, một trong số đó sau đó được Immanuel Kant chấp nhận |
| 964           | Abd al-Rahman al-Sufi (Azophi), nhà thiên văn học Ba Tư, làm các quan sát ghi nhận đầu tiên về thiên hà Andromeda và Đám Mây Magellan Lớn (Large Magellanic Cloud), là các thiên hà đầu tiên khác với Ngân hà (Milky Way) quan sát được từ Trái Đất, nêu trong "Sách về các Sao cố định" (Book of Fixed Stars) của ông |
| Tk.12         | Fakhr al-Din al-Razi thảo luận về vũ trụ học Hồi giáo, bác bỏ ý tưởng về một vũ trụ Trái Đất là trung tâm của Aristotle, và, trong bối cảnh của bài bình luận của mình về câu kinh Qur'an, "Tất cả lời khen ngợi thuộc về Chúa Trời, vị Chúa của mọi thế giới," đề xuất rằng vũ trụ có nhiều hơn "một ngàn ngàn thế giới vượt quá thế giới này như vậy mà mỗi một trong những thế giới được lớn hơn và lớn hơn trên thế giới này cũng như có giống như những gì thế giới này đã." Ông lập luận rằng có tồn tại một không gian bên ngoài vô hạn vượt ra ngoài thế giới biết đến , và rằng có thể có một số lượng vô hạn các vũ trụ .                                     |
| Tk.13         | - Nasīr al-Dīn al-Tūsī cung cấp các bằng chứng thực nghiệm đầu tiên về chuyển động quay của Trái Đất trên trục của nó - Nahmanides cho rằng vũ trụ đang mở rộng và rằng nó có mười chiều (dimensions). |
| Tk.15         | Ali Qushji cung cấp bằng chứng thực nghiệm về chuyển động quay của Trái Đất trên trục của nó và bác bỏ các lý thuyết Trái Đất tĩnh của Aristotle và Ptolemy |
| Tk.15 - Tk.16 | Nilakantha Somayaji và Tycho Brahe đề xuất một vũ trụ, trong đó các hành tinh quay quanh Mặt trời và Mặt trời quay quanh Trái Đất, được gọi là hệ Tychonic |
| 1543          | Nicolaus Copernicus xuất bản vũ trụ nhật tâm của ông trong "De revolutionibus orbium coelestium" |
| 1576          | Thomas Digges đổi hệ thống Copernicus bằng cách loại bỏ rìa ngoài của nó và thay thế rìa với một không gian vô biên đầy sao |
| 1584          | Giordano Bruno đề xuất một vũ trụ không phân cấp, trong đó hệ nhật tâm Copernicus không phải là trung tâm của vũ trụ, mà đúng hơn, một hệ thống sao tương đối không đáng kể, trong một đám đông vô hạn những sao khác |
| 1610          | Johannes Kepler sử dụng bầu trời đêm tối để tranh luận cho một vũ trụ hữu hạn |
| 1687          | Định luật của Sir Isaac Newton mô tả chuyển động quy mô lớn trên khắp vũ trụ |
| 1720          | Edmund Halley phát triển một hình thức đầu tiên của nghịch lý Olbers |
| 1729          | James Bradley phát hiện ra quang sai do chuyển động của Trái Đất quanh Mặt trời |
| 1744          | Jean-Philippe de Cheseaux phát triển một hình thức đầu của nghịch lý Olbers |
| 1755          | Immanuel Kant khẳng định rằng tinh vân là thực sự thiên hà riêng biệt, độc lập, và bên ngoài dải Ngân hà. Ông gọi đó là vũ trụ đảo (island universes) |
| 1785          | William Herschel đề xuất giả thuyết cho rằng Mặt trời của chúng ta là tại hoặc gần trung tâm của Ngân hà. |
| 1791          | Erasmus Darwin phác họa mô tả đầu tiên về vũ trụ đang mở rộng và thu hẹp có tính chu kỳ, trong bài thơ của ông "Nền kinh tế thực vật" (The Economy of Vegetation) |
| 1826          | Heinrich Wilhelm Olbers phát triển tiếp nghịch lý Olbers |
| 1837          | Sau hơn 100 năm nỗ lực không thành công, Friedrich Bessel, Thomas Henderson và Otto Struve đo thị sai của một vài ngôi sao gần đó. Đây là phép đo đầu tiên cho khoảng cách bất kỳ bên ngoài hệ Mặt trời. |
| 1848          | Edgar Allan Poe cung cấp nghiệm số chính xác đầu tiên cho nghịch lý Olbers trong "Eureka: Một bài thơ văn xuôi" (Eureka: A Prose Poem), một bài luận trong đó cũng cho thấy việc mở rộng và sự sụp đổ của vũ trụ |
| Thập kỷ 1860  | William Huggins phát triển quang phổ thiên văn. Ông cho thấy rằng tinh vân Orion có thành phần chủ yếu là khí, trong khi các tinh vân Andromeda (sau này gọi là thiên hà Andromeda) có lẽ chủ yếu là các ngôi sao. |
| 1900–1949     | |
| 1905          | Albert Einstein công bố thuyết Tương đối đặc biệt (Special Theory of Relativity), xác định không gian và thời gian là liên tục không tách rời |
| 1912          | Henrietta Leavitt phát hiện ra quy luật sáng chu kỳ cho các ngôi sao biến đổi Cepheid, mà điều đó trở thành một bước quan trọng trong việc đo khoảng cách tới các thiên hà khác. |
| 1915          | Albert Einstein công bố Thuyết tương đối tổng quát (General Theory of Relativity), cho thấy rằng mật độ năng lượng làm cong không-thời gian |
| 1917          | Willem de Sitter đề xuất một vũ trụ tĩnh đẳng hướng với một hằng số vũ trụ, cũng như một vũ trụ học mở rộng trống rỗng với một hằng số vũ trụ, được gọi là một "vũ trụ de Sitter" |
| 1920          | Tranh luận Shapley-Curtis về quãng đường xoắn ốc tinh vân, diễn ra tại Viện Smithsonian |
| 1921          | Hội đồng Nghiên cứu Quốc gia Mỹ NRC (National Research Council) đã công bố bảng điểm chính thức của các cuộc tranh luận Shapley-Curtis |
| 1922          | - Vesto Slipher tóm tắt những phát hiện của mình về dịch chuyển đỏ hệ thống của tinh vân xoắn ốc (spiral nebulae's systematic redshift) - Alexander Friedmann tìm ra một nghiệm số cho các phương trình trường Einstein trong đó cho thấy một sự mở rộng chung của không gian |
| 1923          | Edwin Hubble đo khoảng cách đến một số tinh vân xoắn ốc gần đó, thiên hà Andromeda M31, thiên hà Triangulum M33, và NGC 6822. Những khoảng cách này xác định chúng ở xa bên ngoài Ngân hà của chúng ta, và ngụ ý rằng các thiên hà mờ nhạt hơn thì ở rất xa, và vũ trụ được tạo thành từ nhiều ngàn thiên hà. |
| 1927          | Georges Lemaître thảo luận về sự kiện phát tạo ra một vũ trụ mở rộng, biểu diễn bởi các phương trình trường Einstein. Từ các nghiệm số của các phương trình Einstein, ông dự đoán mối quan hệ dịch chuyển đỏ với khoảng cách (distance-redshift relation). |
| 1928          | Howard P. Robertson tóm tắt các nhận xét đề cập đến việc đo dịch chuyển đỏ Vesto Slipher kết hợp với đo độ sáng của các thiên hà tương tự chỉ ra một mối quan hệ dịch chuyển đỏ với khoảng cách. |
| 1929          | Edwin Hubble chứng minh mối quan hệ dịch chuyển đỏ-khoảng cách là tuyến tính, và do đó cho thấy sự mở rộng của vũ trụ |
| 1933          | - Edward Milne đặt tên và chính thức hóa các nguyên lý vũ trụ học - Fritz Zwicky cho thấy các cụm Coma của các thiên hà có chứa một lượng lớn các vật chất tối. Kết quả này phù hợp với các phép đo hiện đại, nhưng nói chung đã bị bỏ qua cho đến những năm 1970. |
| 1934          | Georges Lemaître diễn giải hằng số vũ trụ là do năng lượng chân không với một phương trình trạng thái chất lỏng hoàn hảo khác thường (unusual perfect fluid equation of state) |
| 1938          | Paul Dirac đề xuất giả thuyết số lượng lớn, rằng các hằng số hấp dẫn có thể là nhỏ vì nó đang giảm chậm theo thời gian |
| 1948          | - Ralph Alpher, Hans Bethe ("in absentia"), và George Gamow kiểm tra tổng hợp phần tử trong một vũ trụ mở rộng và lạnh đi nhanh chóng, và cho rằng các nguyên tố được hình thành bằng cách bắt giữ các neutron nhanh - Hermann Bondi, Thomas Gold, và Fred Hoyle đề xuất vũ trụ luận trạng thái ổn định dựa trên nguyên lý vũ trụ học hoàn hảo (perfect cosmological principle) - George Gamow tiên đoán sự tồn tại của bức xạ nền vi sóng vũ trụ khi xem xét các dáng điệu của các bức xạ nguyên thủy trong một vũ trụ mở rộng |
| 1950–1999     | |
| 1950          | Fred Hoyle đưa ra từ "Big Bang", nói rằng đó không phải là nhạo báng; nó chỉ là một hình ảnh nổi bật có nghĩa là để làm nổi bật sự khác biệt giữa nó và các mô hình trạng thái ổn định. |
| 1961          | Robert Dicke xác lập rằng sự sống dựa trên carbon chỉ có thể phát sinh khi lực hấp dẫn là nhỏ, bởi vì đây là khi các ngôi sao cháy tồn tại; sử dụng đầu tiên của nguyên lý vị nhân yếu (weak anthropic principle) |
| 1963          | Maarten Schmidt phát hiện ra quasar (chuẩn tinh) đầu tiên. Điều này sớm cung cấp một hình mẫu (probe) của vũ trụ với dịch chuyển đỏ đáng kể. |
| 1965          | - Hannes Alfvén đề xuất khái niệm mà hiện nay gọi là ambiplasma, để giải thích bất đối xứng baryon và hỗ trợ các ý tưởng về một vũ trụ vô hạn. - Martin Rees và Dennis Sciama phân tích dữ liệu đếm số nguồn quasar, và phát hiện ra rằng mật độ quasar tăng theo dịch chuyển đỏ. - Arno Penzias và Robert Wilson, nhà thiên văn học tại Bell Labs phát hiện ra bức xạ nền vi sóng vũ trụ 2,7°K, mà họ được trao giải Nobel Vật lý 1978. Robert Dicke, James Peebles, Peter Roll và David Todd Wilkinson giải thích nó như là một di tích từ vụ nổ lớn. |
| 1966          | - Stephen Hawking và George Ellis đề xuất rằng bất kỳ vũ trụ học tương đối tổng quát hợp lý là kỳ dị (singular) - James Peebles chỉ ra rằng Big Bang nóng dự báo sự dư thừa heli |
| 1967          | - Andrei Sakharov trình bày các yêu cầu về baryogenesis, một bất đối xứng baryon-antibaryon trong vũ trụ - John Bahcall, Wal Sargent và Maarten Schmidt đo sự phân tách cấu trúc tinh tế (fine-structure) của vạch phổ tại 3C191 và qua đó cho thấy hằng số cấu trúc tinh tế không thay đổi đáng kể theo thời gian - Robert Wagoner, William Fowler, và Fred Hoyle cho thấy Big Bang nóng dự báo sự dư thừa deuteri và lithi |
| 1968          | Brandon Carter suy đoán rằng các hằng số cơ bản của tự nhiên phải nằm trong một phạm vi hạn chế để cho phép sự xuất hiện của sự sống; sử dụng đầu tiên của nguyên lý vị nhân mạnh (strong anthropic principle). |
| 1969          | - Charles Misner chính thức trình bày các vấn đề chân trời Big Bang - Robert Dicke chính thức trình bày các vấn đề độ phẳng Big Bang |
| 1970          | Vera Rubin và Kent Ford đo độ cong vòng quay thiên hà xoắn ốc ở bán kính lớn, cho thấy bằng chứng về một số lượng lớn của vật chất tối. |
| 1973          | - Edward Tryon đề xuất rằng vũ trụ có thể là một thăng giáng chân không cơ học lượng tử quy mô lớn, nơi khối-năng lượng dương được cân bằng với năng lượng thế hấp dẫn âm (negative gravitational potential energy) - Alex Shlyakhter sử dụng tỷ lệ samari từ lò phản ứng phân hạch hạt nhân tự nhiên tiền sử Oklo ở Gabon, để cho thấy rằng một số định luật vật lý vẫn không thay đổi trong hơn hai tỷ năm |
| 1977          | Gary Steigman, David Schramm, và James Gunn xét mối liên quan giữa sự dư thừa heli nguyên thủy và số lượng neutrino, và cho rằng nhiều nhất năm họ lepton có thể tồn tại. |
| 1980          | Alan Guth và Alexei Starobinsky độc lập đề xuất vũ trụ Big Bang lạm phát, là một nghiệm số có thể cho các bài toán về chân trời và độ phẳng. |
| 1981          | Viacheslav Mukhanov và G. Chibisov đề xuất rằng thăng giáng lượng tử có thể dẫn đến cấu trúc quy mô lớn trong một vũ trụ lạm phát. |
| 1982          | - Hoàn thành khảo sát dịch chuyển đỏ thiên hà CfA đầu tiên. - Nhiều nhóm bao gồm James Peebles, J. Richard Bond và George Blumenthal đề xuất rằng vũ trụ bị chi phối bởi vật chất tối lạnh. |
| 1983 - 1987   | Davis, Efstathiou, Frenk và White thực hiện các mô phỏng máy tính lớn đầu tiên về sự hình thành cấu trúc vũ trụ. Kết quả cho thấy vật chất tối lạnh cho ra phù hợp với các quan sát, còn vật chất tối nóng thì không. |
| 1988          | - Bức tường lớn CfA2 (CfA2 Great Wall) được phát hiện trong cuộc nghiên cứu dịch chuyển đỏ CfA2. - Đo dòng chảy quy mô lớn thiên hà cung cấp bằng chứng cho Great Attractor. |
| 1990          | Kết quả sơ bộ từ sứ mệnh thăm dò COBE (Cosmic Background Explorer) của NASA xác nhận bức xạ nền vi sóng vũ trụ có một quang phổ vật đen với độ chính xác đáng ngạc nhiên là 1 phần của 105, do đó loại trừ khả năng về một mô hình ánh sáng sao tích hợp được những người đam mê (mô hình) trạng thái ổn định đã đề xuất cho nền vũ trụ. |
| 1992          | Thăm dò COBE tiếp tục khám phá các bất đẳng hướng rất nhỏ của nền vi sóng vũ trụ, cung cấp một "hình ảnh em bé" (baby picture) của những hạt giống của cấu trúc quy mô lớn khi vũ trụ còn ở khoảng 1/1100 của kích thước hiện tại, lúc nó ở 380.000 năm tuổi. |
| 1996          | Vùng Sâu Hubble (Hubble Deep Field) được đưa ra, cung cấp một cái nhìn rõ ràng về các thiên hà ở rất xa khi vũ trụ còn ở khoảng một phần ba số tuổi hiện tại của nó. |
| 1998          | - Bằng chứng gây tranh cãi về hằng số cấu trúc tinh tế khác nhau qua các đời của vũ trụ đầu tiên được công bố. - Dự án Vũ trụ học Supernova và Nhóm Tìm kiếm High Z-Supernova phát hiện ra khả năng tăng tốc của vũ trụ dựa trên khoảng cách đến siêu tân tinh loại Ia, cung cấp những bằng chứng trực tiếp đầu tiên cho một hằng số vũ trụ khác không. |
| 1999          | Các phép đo bức xạ nền vi sóng vũ trụ với độ phân giải tốt hơn so với COBE, (đáng chú ý nhất là thí nghiệm BOOMERanG, xem Mauskopf et al., 1999, Melchiorri et al., 1999, de Bernardis et al. 2000) cung cấp bằng chứng về các dao động (những đỉnh xung âm thanh đầu tiên) trong phổ góc bất đẳng hướng, như chờ đợi trong mô hình chuẩn của sự hình thành cấu trúc vũ trụ. Các vị trí góc của đỉnh này chỉ ra rằng hình học của vũ trụ là gần phẳng. |
| Từ 2000       | |
| 2001          | Nghiên cứu Dịch chuyển đỏ Thiên hà 2dF (Two-degree-Field Galaxy Redshift Survey) của một nhóm nghiên cứu của Anh và Úc đã đưa bằng chứng mạnh mẽ rằng mật độ vật chất là ở gần 25% mật độ tới hạn. Cùng với kết quả CMB về một vũ trụ phẳng, điều này cung cấp bằng chứng độc lập cho một hằng số vũ trụ hay năng lượng tối tương tự. |
| 2002          | Máy Chụp hình nền Vũ trụ CBI (Cosmic Background Imager) tại Chile thu được hình ảnh của bức xạ nền vi sóng vũ trụ với độ phân giải góc cao nhất là 4" cung. Nó cũng thu được quang phổ dị hướng ở độ phân giải cao không che phủ trước khi lên đến l ~ 3000. Nó tìm thấy một lượng thừa nhỏ trong công suất ở độ phân giải cao (l> 2500), điều vẫn chưa hoàn toàn được giải thích, về cái gọi là "CBI-dư thừa". |
| 2003          | - Tàu thăm dò Bất đẳng hướng Vi sóng Wilkinson WMAP (Wilkinson Microwave Anisotropy Probe) của NASA thu được bức ảnh chi tiết bức xạ nền vi sóng vũ trụ của toàn bộ bầu trời. Hình ảnh này có thể được giải thích để chỉ ra rằng vũ trụ có 13,7 tỷ năm tuổi với sai số 1%, và rất phù hợp với mô hình Lambda-CDM, cũng như những biến động mật độ dự đoán của lạm phát. - Phát hiện Bức tường Vĩ đại Sloan (Sloan Great Wall) |
| 2004          | Giao thoa kế DASI (Degree Angular Scale Interferometer) đầu tiên thu được quang phổ phân cực chế độ E của bức xạ nền vi sóng vũ trụ. |
| 2005          | Các nghiên cứu Bầu trời Số hóa Sloan SDSS (Sloan Digital Sky Survey) và dịch chuyển đỏ 2dF được thực hiện. Cả hai đã phát hiện tính năng dao động âm thanh baryon trong sự phân bố thiên hà, một dự đoán quan trọng của các mô hình vật chất tối lạnh. |
| 2006          | Kết quả của ba năm chờ đợi từ tàu WMAP được công bố, xác nhận các phân tích trước đây, điều chỉnh một số điểm, và bao gồm cả dữ liệu phân cực. |
| 2006-2011     | Dữ liệu cải thiện từ tàu WMAP, các khảo sát mới về siêu tân tinh ESSENCE và SNLS, và các dao động âm thanh baryon từ SDSS và WiggleZ, tiếp tục cho thấy sự phù hợp với mô hình Lambda-CDM chuẩn. |
| 2014          | Ngày 17/03/2014, các nhà vật lý thiên văn trong chương trình hợp tác BICEP2 công bố phát hiện của sóng hấp dẫn lạm phát trong phổ công suất mode B. Nếu được xác nhận, đây sẽ cung cấp bằng chứng thực nghiệm rõ ràng cho lý thuyết về lạm phát vũ trụ . Tuy nhiên, ngày 19/06/2014, đã có ghi nhận rằng giảm sự tự tin trong việc khẳng định những phát hiện lạm phát vũ trụ . |
| 2016          | Ngày 11/02/2016 Nhóm Hợp tác Khoa học LIGO và Virgo công bố đã phát hiện trực tiếp sóng hấp dẫn nhờ hai máy dò LIGO. Dạng sóng đo được phù hợp với dự đoán của thuyết tương đối rộng cho sóng hấp dẫn phát ra từ một cặp hố đen có khối lượng khoảng 36 và 29 khối lượng Mặt Trời chuyển động xoắn ốc vào nhau và hợp thành hố đen duy nhất rồi trở về trạng thái ổn định ("ringdown").. Phát hiện thứ hai, tín hiệu sóng hấp dẫn GW151226 được đài quan trắc LIGO phát hiện ngày 26/12/2015 (xem: GW151226), xác nhận rằng tín hiệu GW150914 không phải là một sự may mắn, và như vậy mở ra nhánh hoàn toàn mới trong vật lý thiên văn, là thiên văn học sóng hấp dẫn. |

### Vũ trụ học vật lý
- Biểu thời gian vũ trụ
  - Biểu thời gian đồ họa Big Bang
  - Biểu thời gian đồ họa từ Big Bang đến Heat Death
  - Biểu thời gian Thiên văn học nền Vi sóng Vũ trụ
- Vũ trụ học phi chuẩn

### Hệ thống đức tin
- Vũ trụ học Phật giáo
- Vũ trụ học Kinh Thánh
- Vũ trụ học Jain
- Jainism và không sáng tạo
- Vũ trụ học Hindu
- Thần thoại Maya

### Khác
- Cosmology@Home